# Daravirág
A daravirág (Draba) a keresztesvirágúak (Brassicales) rendjébe tartozó káposztafélék (Brassicaceae) családjának egy nemzetsége, 300-350 fajjal.
Sziklás, meszes talajon, törmeléklejtőkön élnek. Egyéves vagy évelő növények, egyszerű levelek sima vagy fogazott szélű is lehet. Virágaik hímnősek, négyszirmúak. A 6 porzószálból 4 hosszabb, 2 rövidebb. Termésük elliptikus becőtermés.
Néhány faja:
- Draba aizoides – havasi daravirág
- Draba albertina
- Draba alpina – alpi daravirág
- Draba aretioides
- Draba asterophora
- Draba aureola
- Draba breweri
- Draba cacuminum
- Draba californica
- Draba carnosula
- Draba corrugata
- Draba cruciata
- Draba cuneifolia
- Draba densifolia
- Draba ecuadoriana
- Draba extensa
- Draba haynaldii
- Draba hookeri
- Draba howellii
- Draba incrassata
- Draba kotschyi Stur – Kotschy-daravirág[1]
- Draba lactea
- Draba lasiocarpa – kövér daravirág
- Draba monoensis
- kövi daravirág[2] (falatfű, Draba muralis)

- Draba obovata

- Draba pterosperma
- Draba sharsmithii
- Draba sierrae
- Draba splendens
- Draba spruceana
- Draba steyermarkii
- Draba stylosa
- Draba subumbellata
- Draba verna
- Draba violacea